# Apteranthes europaea
Il fior di tigre (Apteranthes europaea (Guss.) Murb., 1898) è una pianta succulenta della famiglia delle Apocinacee diffusa nel bacino del Mediterraneo.

## Descrizione
È una specie camefita succulenta, con gemme perennanti e foglie e fusti adattati a funzionare da riserve d'acqua.
I fusti sono carnosi, di colore cenerino-glauco, tetragoni e dentati sugli spigoli, alti 10 – 15 cm.
Le foglie sono piccole e di forma ovale, poste all'apice dei denti del fusto, ridotte a squamette.
I fiori  presentano un calice pentapartito  e una corolla rosso scura, carnosa, di forma stellata.
Il frutto è un baccello simile a quello dell'oleandro che a maturità libera semi ovali, alati e dotati di pappo.
Il numero cromosomico è 2n = 22.

## Distribuzione e habitat
La specie è diffusa nelle nel sud della Spagna, nelle isole di Linosa e Lampedusa, in tutto il Nord Africa e nel Medio Oriente.
Cresce in ambienti rocciosi aridi.